# Oreb (260 m)
Oreb je vrch ve východních Čechách v královéhradeckém okrese s nadmořskou výškou 260 metrů (podle jiných zdrojů 256,3 m), někdy označovaný za "horu", který obtéká řeka Dědina. Svůj název po biblické hoře získal v roce 1419 od shromážděných Husových přívrženců. Na vrcholu, na místě starší kaple a kostela, byl roce 1835 postaven kostel Božího Těla. Název vrchu v roce 1920 připojilo ke svému jménu nedaleké město Třebechovice pod Orebem.

## Historie
Ve středověku se původně hora jmenovala Vinice. Na jejích slínovcových jižních svazích se pěstovala vinná réva. K jejímu významu jako poutního místa přispěl fakt, že tu stála menší kaple. V dubnu 1419 na velkém shromáždění příznivců husitského hnutí z východních Čech kněz Ambrož z Hradce vyzval ke vzpouře proti purkrabímu Jindřichovi z Vartenberka. Při této příležitosti došlo k přejmenování hory na Oreb podle biblické hory, na které se zjevil Bůh Mojžíšovi v hořícím keři. Po hoře se poté pojmenovalo i místní vojenské bratrstvo Orebské (tzv. Orebité), které se po Pražském a Táborském stalo třetím největším v zemi. V jeho čele stanul Hynek Krušina z Lichtenburka. V roce 1868 se tu konal tábor lidu, kdy se obyvatelé severovýchodních Čech přes zákrok četnictva a vojska postavili za národní sebeurčení. Podle Orebu se také pojmenovalo samotné město. Pro rozlišení od roku 1920 používá název „pod Orebem“.

## Přírodní poměry
Oreb se nachází v obci Třebechovice pod Orebem. Tento nevýrazný malý svědecký vrch je krytý říčními štěrky a písky středopleistocenní terasy Dědiny, spočívajícími na slínovcích a jílovcích svrchního turonu až do koniaku. Na nezalesněných svazích rostou pouze místy borové porosty s příměsí smrku. Ční necelých 20 metrů nad hladinou říčky Dědiny nedaleko jejího ústí do Orlice. Na jeho asymetrické podobě se Dědina výrazně podepsala. Boční erozí vytvořila jeho východní a jižní svahy. Ty jsou jako jediné alespoň trochu výrazné v celém širokém okolí. Severní a západní svahy navazují na přilehlou tabuli a jsou velmi mírné, nízké a táhlé. Pod nejstrmějším, východním svahem teče řeka Dědina. Jižním svahem stoupá kamenné schodiště o 75 stupních od Třebechovic až po temeno Orebu. Na vrcholu stojí novobarokní kostel Božího těla.

### Geomorfologické zařazení
Geomorfologicky vrch náleží do celku Orlická tabule, podcelku Třebechovická tabule, okrsku Choceňská plošina a podokrsku Týnišťská kotlina. Podle alternativního členění Demka a Mackovčina náleží vrch do okrsku Bědovická plošina.

## Kostel Božího Těla
Na vrcholu hory již před dobou husitskou stála dřevěná kaple, díky níž se z jinak nevýrazné hory stalo poutní místo husitů. Není jisté, kdy původní kaple na Orebu zanikla. Mohla zaniknout během husitských válek či kvůli výstavbě nového dřevěného kostelíka. Ten nechal postavit roku 1528 Zdeněk Trčka z Lípy, který vlastnil třebechovické panství. Kostelík byl kvůli špatnému technickému stavu zbořen v roce 1826. Roku 1835 na jeho místě vznikl současný kostel Božího Těla za velkého přispění třebechovického rodáka doktora Jana Theobalda Helda. Held původně navrhoval velkolepou podobu ve stylu římského Pantheonu. Tu však Třebechovice zamítly. Vedle novobarokního kostela stojí na kamenném podstavci železný kříž ze začátku 19. století. Kostel obklopuje upravený a vcelku rozsáhlý hřbitov. V pilířích hřbitovní brány najdeme zazděné dva náhrobníky z 18. století. V roce 1938 během mobilizace fungovala na věži kostela hláska protiletecké obrany Hradce Králové.